# الیک‌تکه (آماسیه)
الیک‌تکه (به ترکی استانبولی: Eliktekke) یک منطقهٔ مسکونی در ترکیه است که در آماسیه واقع شده‌است.